# Etoperidona
Etoperidona é um antidepressivo que foi introduzido na Europa, na década de 1970. Atua principalmente como antagonista de vários receptores, na ordem de potência:5-HT2A (36 nM) > α1-adrenergic (38 nM) > 5-HT1A (85 nM) > α2-adrenergic (570 nM); Foi produzida pela farmacêutica Angelini Francesco ACRAF.
A etoperidona é um antidepressivo atípico, ou tricíclico de segunda geração, com ação antidepressiva, mas que nos dias atuais foi proscrito por apresentar diversos efeitos colaterais em comparação com drogas mais modernas.